# Epamera tajoraca
Epamera tajoraca är en fjärilsart som beskrevs av Walker 1870. Epamera tajoraca ingår i släktet Epamera och familjen juvelvingar. Inga underarter finns listade i Catalogue of Life.